# Vijon
Vijon là một xã ở tỉnh Indre ở miền trung nước Pháp. Xã này có diện tích 21,26 km², dân số năm 1999 là 320 người. Khu vực này có độ cao trung bình 454 mét trên mực nước biển.